# Leśna (gromada w powiecie kieleckim)
Leśna – dawna gromada, czyli najmniejsza jednostka podziału terytorialnego Polskiej Rzeczypospolitej Ludowej w latach 1954–1972.
Gromady, z gromadzkimi radami narodowymi (GRN) jako organami władzy najniższego stopnia na wsi, funkcjonowały od reformy reorganizującej administrację wiejską przeprowadzonej jesienią 1954 do momentu ich zniesienia z dniem 1 stycznia 1973, tym samym wypierając organizację gminną w latach 1954–1972.
Gromadę Leśna z siedzibą GRN w Leśnej (w obecnym brzmieniu Leśna-Stara Wieś) utworzono – jako jedną z 8759 gromad na obszarze Polski – w powiecie kieleckim w woj. kieleckim, na mocy uchwały nr 13c/54 WRN w Kielcach z dnia 29 września 1954. W skład jednostki weszły obszary dotychczasowych gromad Leśna Stara Wieś, Siekierno Podmilowiec i Sieradowice ze zniesionej gminy Bodzentyn w tymże powiecie. Dla gromady ustalono 23 członków gromadzkiej rady narodowej.
31 grudnia 1961 gromadę zniesiono, a jej obszar włączono do gromad Bodzentyn (wsie Leśna Stara Wieś, Leśna Podkonarze, Leśna Kamienna Góra, Sieradowice I i II oraz osadę młyńską Leśna Chrusty) i Wzdół Rządowy (wsie Siekierno Podmilowiec, Siekierno Podmieście i Siekierno Przedgrodzie).